# Calophasia anatolica
Calophasia anatolica là một loài bướm đêm trong họ Noctuidae.